# Crisis en la central nuclear de Zaporiyia

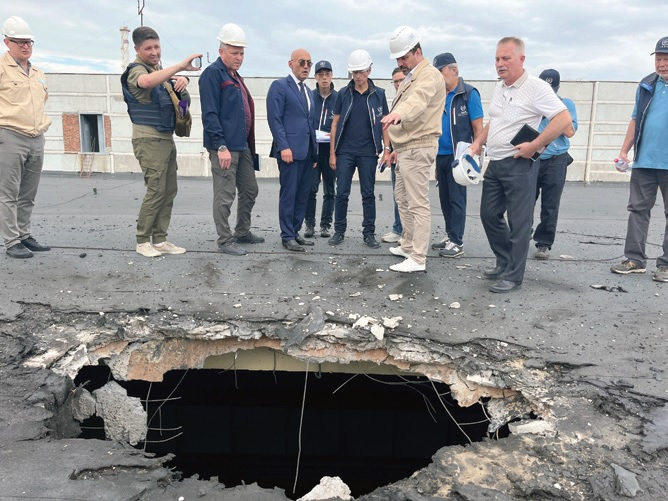
El equipo del OIEA observa los daños causados por los bombardeos en el techo del edificio especial de la central nuclear de ZNPP que alberga, entre otros elementos, el combustible nuclear fresco y la instalación de almacenamiento de residuos radiactivos sólidos

Durante la invasión rusa de Ucrania de 2022, la central nuclear de Zaporiyia se ha convertido en el centro de una crisis de seguridad nuclear en curso, descrita por Ucrania como un acto de terrorismo nuclear por parte de Rusia.
La planta, que es la más grande de su tipo en Europa, ha sufrido la destrucción de su infraestructura a través de bombardeos y daños en sus líneas eléctricas, lo que representa lo que las autoridades ucranianas llaman la situación más grande de su tipo en la historia. Un desastre potencial puede superar la escala de los desastres anteriores en las centrales nucleares.
Según un informe del Organismo Internacional de Energía Atómica (OIEA), «La situación en Ucrania no tiene precedentes. Es la primera vez que ocurre un conflicto militar en medio de las instalaciones de un gran programa de energía nuclear establecido. El experto en seguridad nuclear Attila Aszódi dijo que un evento similar en tipo y escala al desastre de Chernobyl no es técnica y físicamente posible en la planta de Zaporiyia, mientras pidió medidas urgentes para garantizar la seguridad de la planta.
El 11 de septiembre, el último reactor en funcionamiento de la planta se puso en parada en frío, un estado que requiere menos energía para la refrigeración y, en consecuencia, redujo el peligro que representa el daño a la conexión de la planta a la red de energía más amplia. Sin embargo, el combustible gastado en el sitio aún podría representar un riesgo significativo si los sistemas de almacenamiento o refrigeración resultan dañados por los combates.